# Dewayne Washington
(en) Statistiques sur pro-football-reference
Dewayne Neron Washington (né le 27 décembre 1972 à Durham en Caroline du Nord) est un joueur américain de football américain qui jouait au poste de cornerback de la National Football League (NFL). Il a joué pour les Vikings du Minnesota, les Steelers de Pittsburgh, les Jaguars de Jacksonville et les Chiefs de Kansas City.
Il est un choix du premier tour (18e au total) dans la draft 1994 de la NFL après une carrière universitaire avec Wolfpack de l'université d'État de Caroline du Nord. Il est actuellement entraîneur en chef de football au Heritage High School (en) de Wake Forest, en Caroline du Nord.

## Carrière universitaire
Washington a joué au football au lycée Northern High School (en) à Durham, en Caroline du Nord, où il a remporté les honneurs All-American de Sporting News, SuperPrep (en) et USA Today en 1989. Après le lycée, Washington fréquente l'université d'État de Caroline du Nord et réalise trois interceptions lors de sa première année. En tant que senior, Washington mène l'équipe avec 4 interceptions et enregistre également 66 tackles (51 en solo) en tant que co-capitaine.
| Année  | Équipe               | Statut | MJ |       | Plaquages | Plaquages | Plaquages | Plaquages |       | Interceptions | Interceptions | Interceptions | Interceptions |  | Fumbles | Fumbles |
| Année  | Équipe               | Statut | MJ | Total | Seul      | Ast.      | Sacks     | Nb.       | Yards | Déf.          | TD            | Nb.           | Rec.          |  |         |         |
| 1990   | North Carolina State | FR     | 11 | -     | -         | -         | -         | 0         | 0     | 0             | 1             | -             | -             |  |         |         |
| 1991   | North Carolina State | SO     | 9  | -     | -         | -         | -         | 2         | 0     | 0             | 0             | -             | -             |  |         |         |
| 1992   | North Carolina State | JR     | 12 | -     | -         | -         | -         | 3         | 13    | 0             | 1             | -             | -             |  |         |         |
| 1993   | North Carolina State | SR     | 11 | -     | -         | -         | -         | 4         | 46    | 0             | 0             | -             | -             |  |         |         |
| Totaux | Totaux               | Totaux | 32 | -     | -         | -         | -         | 9         | 59    | 0             | 2             | -             | -             |  |         |         |

## Carrière professionnelle

### Vikings du Minnesota

#### 1994
Dewayne Washington commence les 16 matchs des Vikings du Minnesota en tant que rookie en 1994. Washington enregistre 75 tackles (69 en solo) et 3 interceptions pour 135 yards et 2 touchdowns en tant que rookie. Dewayne Washington est nommé recrue défensive de l'année par College et Pro Football Weekly et remporte les honneurs All-Rookie de Pro Football Weekly et Pro Football Writers of America.
Les Vikings remportent la division centrale de la NFC avec un bilan de 10-6, mais perdent 35-18 contre les Bears de Chicago au premier tour des séries éliminatoires.

#### 1995
En 1995, Washington dispute 15 matchs, enregistrant 62 tackles (57 en solo) et une interception pour 25 yards. Washington ne rate qu'un seul match en carrière. Pour les 10 saisons suivantes de la NFL, il ne rate aucun match. Il dispute 191 de 192 matchs possibles en saison régulière au cours de ses 12 années de carrière.
Les Vikings terminent avant-derniers de la division NFC Nord avec un bilan de 8-8 et ne se qualifient pas pour les playoffs.

#### 1996
Washington enregistre 75 tacles (72 en solo). Il fait 2 interceptions pour 27 yards et un touchdown cette année. Les Vikings finissent deuxièmes de leur division avec un bilan de 9-7 mais sont à nouveau battus au premier tour (wild card), cette fois 40-15 par les Cowboys de Dallas. Washington réalise 5 tackles et une passe déviée lors de ce match.

#### 1997
Dewayne Washington termine l'année avec 84 tackles (74 en solo). Il fait 4 interceptions cette année pour 71 yards, mais aucun touchdown. Nouveau bilan positif, 9-7, pour les Vikings et nouvelle qualification pour les playoffs. Lors du tours des wildcards, ils battent de justesse les Giants de New York par 23 à 22. 8 tackles et une passe déviée viennent s'ajouter aux statistiques de Washington lors de ce match. Ils perdent la finale de division 38-22 contre les 49ers de San Francisco. Washington termine le match avec une passe déviée, un tackle et récolte une pénalité pour un fair catch illégal.

### Steelers de Pittsburgh

#### 1998
Le 25 février 1998, les Steelers de Pittsburgh signent Dewayne Washington en tant qu'agent libre sans restriction. 1998 est la meilleure saison de Dewayne Washington dans la NFL. Pour sa première saison avec les Steelers de Pittsburgh, Washington fait 93 tackles (82 en solo). Il réalise 5 interceptions pour 178 yards et 2 touchdowns cette année. Ceux-ci sont les dernières interceptions que Washington retourne pour des touchdowns au cours de sa carrière. Un bilan négatif de 7-9 prive les Steelers de playoffs cette année.

#### 1999
En 1999, Washington enregistre un minimum en carrière de 52 tackles (50 en solo). Cependant, il réussit 4 interceptions. Nouveau bilan négatif (6-10) et nouvelle absence lors des playoffs pour les Steelers en 1999.

#### 2000
Washington réalise 78 tackles (70 en solo). Il égale son record de carrière avec 5 interceptions, les ramenant pour 59 yards. Les Steelers finissent avec un bilan positif de 9-7 en fin de saison, mais ils terminent troisième de l'AFC Central et manquent à nouveau les playoffs.
Le 19 juillet 2001, les Steelers de Pittsburgh signent un contrat pluriannuel avec Dewayne Washington.

#### 2001
Il enregistre 77 tackles, mais seulement une interception pour 15 yards. Il aide les Steelers à remporter l'AFC Central avec une fiche de 13-3. Exempts du premier tour, les Steelers affrontent les Ravens de Baltimore en finale de conférence et les battent 27-10.
Washington réalise 6 tackles et 2 passes déviées lors de ce match. 5 tackles dont 3 en solo et une passe déviée complètent son match perdu 24-17 contre les Patriots de la Nouvelle-Angleterre en finale de conférence AFC.

#### 2002
En 2002, il n’a que 55 tackles et un minimum en carrière de 45 en solo. Washington fait également 3 interceptions pour 51 yards. Avec un bilan de 10 victoires, 5 défaites et un nul les Steelers remportent leur division et participent aux playoffs. Ils se défont des Browns de Cleveland sur le score de 36-33 lors du premier tour mais s'inclinent 34-31 face aux Titans du Tennessee en finale de division. Face aux Browns, Dewayne Washington réalise 2 tackles, dévie 3 passes et récolte une pénalité pour holding. 3 tackles mais deux pénalités cette fois-ci (usage illégal des mains et running into the kicker) concluent le match contre les Titans.

#### 2003
Cette année-là, il n'a que 60 tackles (53 en solo) et seulement 1 interception pour la deuxième année consécutive, la retournant pour 7 yards. C'est la fin de la carrière de six saisons de Washington à Pittsburgh. Mauvaise année pour Dewayne Washington, mauvaise année pour les Steelers qui finissent troisième de l'AFC Nord avec un bilan de 6-10 ce qui les prive de playoffs.

### Jaguars de Jacksonville
Le 27 février 2004, les Steelers de Pittsburgh libèrent officiellement Dewayne Washington, ce qui en fait un agent libre éligible pour signer avec n'importe quelle équipe. Le 9 mars 2004, les Jaguars de Jacksonville lui font signer un contrat comme nickelback (cinquième défenseur arrière). En 2004, Washington enregistre 2 interceptions et 76 tackles.
Les Jaguars finissent la saison avec un bilan de 9-7, terminent deuxième de l'AFC South mais manquent les playoffs. Ils libèrent Washington en fin de saison.

### Chiefs de Kansas City
Au camp d’entraînement avant la saison 2005 de la NFL, les Chiefs de Kansas City signent un contrat d’un an avec Washington. La signature de Washington est considérée comme moins importante en raison de la possibilité de signer Ty Law avant la signature de celui-ci avec les Jets de New York. Dewayne Washington joue presque toujours dans des équipes spéciales, enregistrant 10 tackles, dont 9 en solo. Malgré une fiche de 10-6 incluant 4 000 yards par Trent Green et 1 700 par Larry Johnson, les Chiefs ne réussissent pas à se qualifier pour les playoffs.
Pour la première saison de sa carrière, Washington n’a aucune interception et ne commence qu’un seul match. Dans sa carrière, Washington enregistre 31 interceptions et récupère 7 fumbles. Il retourne quatre interceptions et deux fumbles pour des touchdowns. Washington commence les 8 matchs des séries éliminatoires dans lesquels il apparaît.

## Statistiques NFL
| Année  | Équipe | MJ  |       | Plaquages | Plaquages | Plaquages | Plaquages |       | Interceptions | Interceptions | Interceptions | Interceptions |  | Fumbles | Fumbles |
| Année  | Équipe | MJ  | Total | Seul      | Ast.      | Sacks     | Nb.       | Yards | Déf.          | TD            | Nb.           | Rec.          |  |         |         |
| 1994   | MIN    | 16  | 75    | 68        | 7         | 0         | 3         | 135   | 12            | 2             | 0             | 1             |  |         |         |
| 1995   | MIN    | 15  | 62    | 54        | 8         | 0         | 1         | 25    | 9             | 0             | 0             | 0             |  |         |         |
| 1996   | MIN    | 16  | 75    | 69        | 6         | 0         | 2         | 27    | 12            | 0             | 0             | 0             |  |         |         |
| 1997   | MIN    | 16  | 84    | 74        | 10        | 0         | 4         | 71    | 10            | 0             | 0             | 0             |  |         |         |
| 1998   | PIT    | 16  | 93    | 79        | 14        | 0         | 5         | 178   | 39            | 0             | 0             | 1             |  |         |         |
| 1999   | PIT    | 16  | 52    | 50        | 2         | 0         | 4         | 1     | 18            | 0             | 0             | 0             |  |         |         |
| 2000   | PIT    | 16  | 79    | 69        | 10        | 0         | 5         | 59    | 24            | 0             | 0             | 0             |  |         |         |
| 2001   | PIT    | 16  | 77    | 66        | 11        | 1         | 1         | 15    | 18            | 0             | 0             | 1             |  |         |         |
| 2002   | PIT    | 16  | 55    | 45        | 10        | 0         | 3         | 51    | 17            | 1             | 1             | 1             |  |         |         |
| 2003   | PIT    | 16  | 60    | 53        | 7         | 0         | 1         | 7     | 8             | 0             | 0             | 0             |  |         |         |
| 2004   | JAX    | 16  | 76    | 68        | 8         | 0         | 2         | 0     | 9             | 1             | 1             | 0             |  |         |         |
| 2005   | KC     | 16  | 13    | 12        | 1         | 0         | 0         | 0     | 2             | 1             | 1             | 1             |  |         |         |
| Totaux | Totaux | 191 | 801   | 707       | 94        | 1         | 31        | 569   | 178           | 5             | 3             | 5             |  |         |         |

| Année  | Équipe | MJ |       | Plaquages | Plaquages | Plaquages | Plaquages |       | Interceptions | Interceptions | Interceptions | Interceptions |  | Fumbles | Fumbles |
| Année  | Équipe | MJ | Total | Seul      | Ast.      | Sacks     | Nb.       | Yards | Déf.          | TD            | Nb.           | Rec.          |  |         |         |
| 1994   | MIN    | 1  | -     | -         | -         | -         | -         | -     | -             | -             | -             | -             |  |         |         |
| 1996   | MIN    | 1  | -     | -         | -         | -         | -         | -     | -             | -             | -             | -             |  |         |         |
| 1997   | MIN    | 2  | -     | -         | -         | -         | -         | -     | -             | -             | -             | -             |  |         |         |
| 2001   | PIT    | 2  | 11    | 9         | 2         | -         | -         | -     | 3             | -             | -             | -             |  |         |         |
| 2002   | PIT    | 2  | 5     | 4         | 1         | -         | -         | -     | 2             | -             | -             | -             |  |         |         |
| Totaux | Totaux | 8  | 16    | 13        | 3         | 0         | 0         | 0     | 5             | 0             | 0             | 0             |  |         |         |

## Carrière d'entraîneur
Le 11 mai 2015, Dewayne Washington est nommé entraîneur en chef du football à la Heritage High School de Wake Forest, en Caroline du Nord. Il a commencé sa carrière d'entraîneur-chef le 21 août 2015 contre la Green Hope High School (en). Avant d'accepter le poste d'entraîneur à Heritage, il est entraîneur adjoint à la Ravenscroft School de Raleigh, en Caroline du Nord. Son entraîneur adjoint est l'ancien wide receiver de la NFL, Torry Holt, et l'ancien running back de la NFL, Willie Parker, est son entraîneur des runnings backs.
En janvier 2018, il démissionne de son poste, souhaitant consacrer plus de temps à son entreprise et à sa famille.

## Vie privée
Depuis qu'il a pris sa retraite de la NFL, Dewayne Washington est actif au sein de sa communauté. Il participe à divers projets immobiliers qui ont permis de revitaliser le centre-ville de Durham, en Caroline du Nord, et lance la Carolina Skills Academy, une académie de formation au football accessible toute l'année aux enfants du Triangle et de ses environs. Il siège également au conseil d’administration du YMCA de Durham, au conseil des anciens élèves et au conseil des visiteurs de NC State et au conseil d’administration du Conseil de baptême de l’Union, s’est impliqué avec les 100 hommes noirs d’Amérique et s’est porté volontaire pour entraîner l'équipe de football Pop Warner. Dewayne Washington vit actuellement à Wake Forest, en Caroline du Nord, avec son épouse, Adama Washington, diplômée de NC State, et leurs trois enfants.